# J-Village

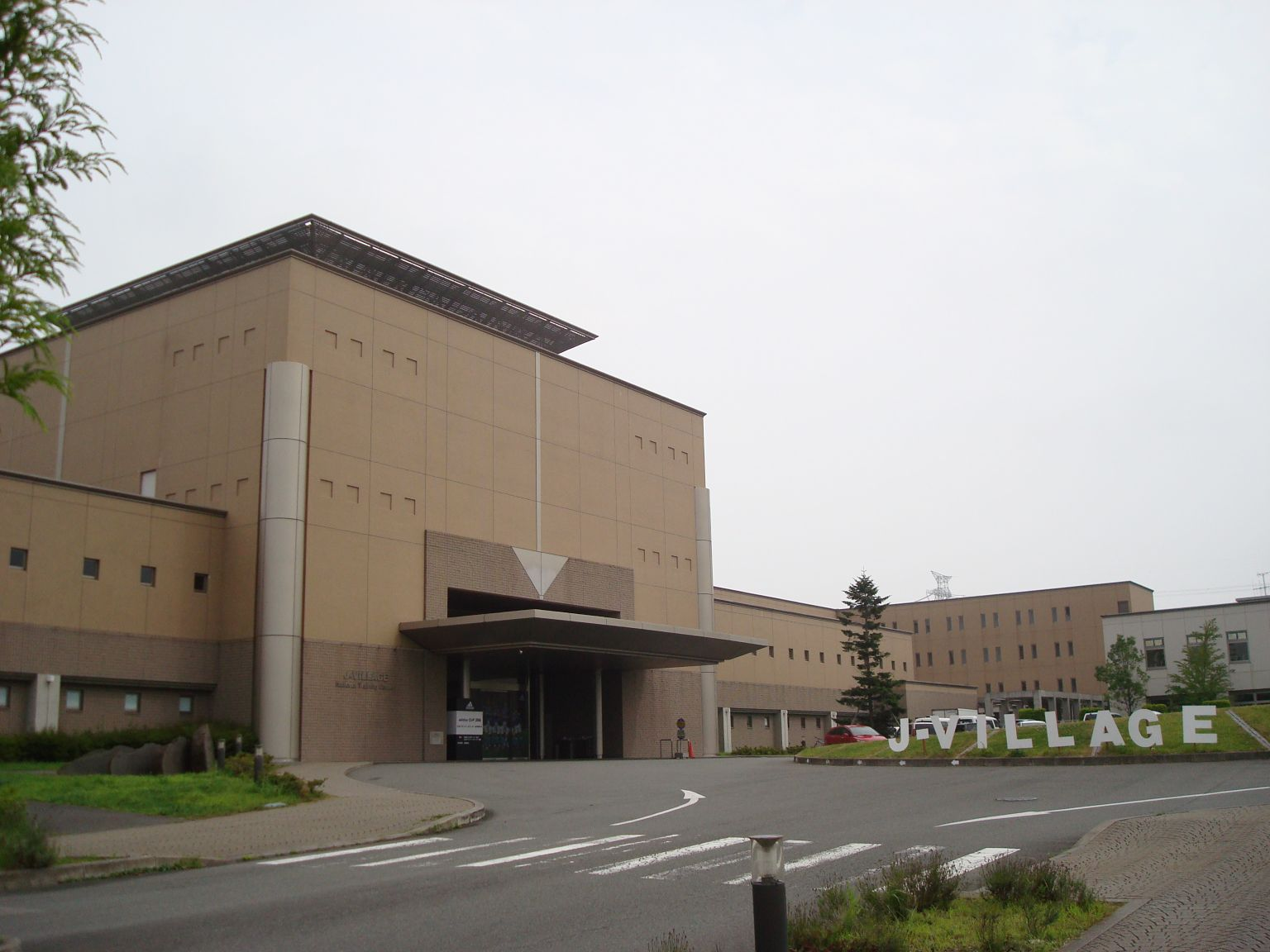
Hauptgebäude

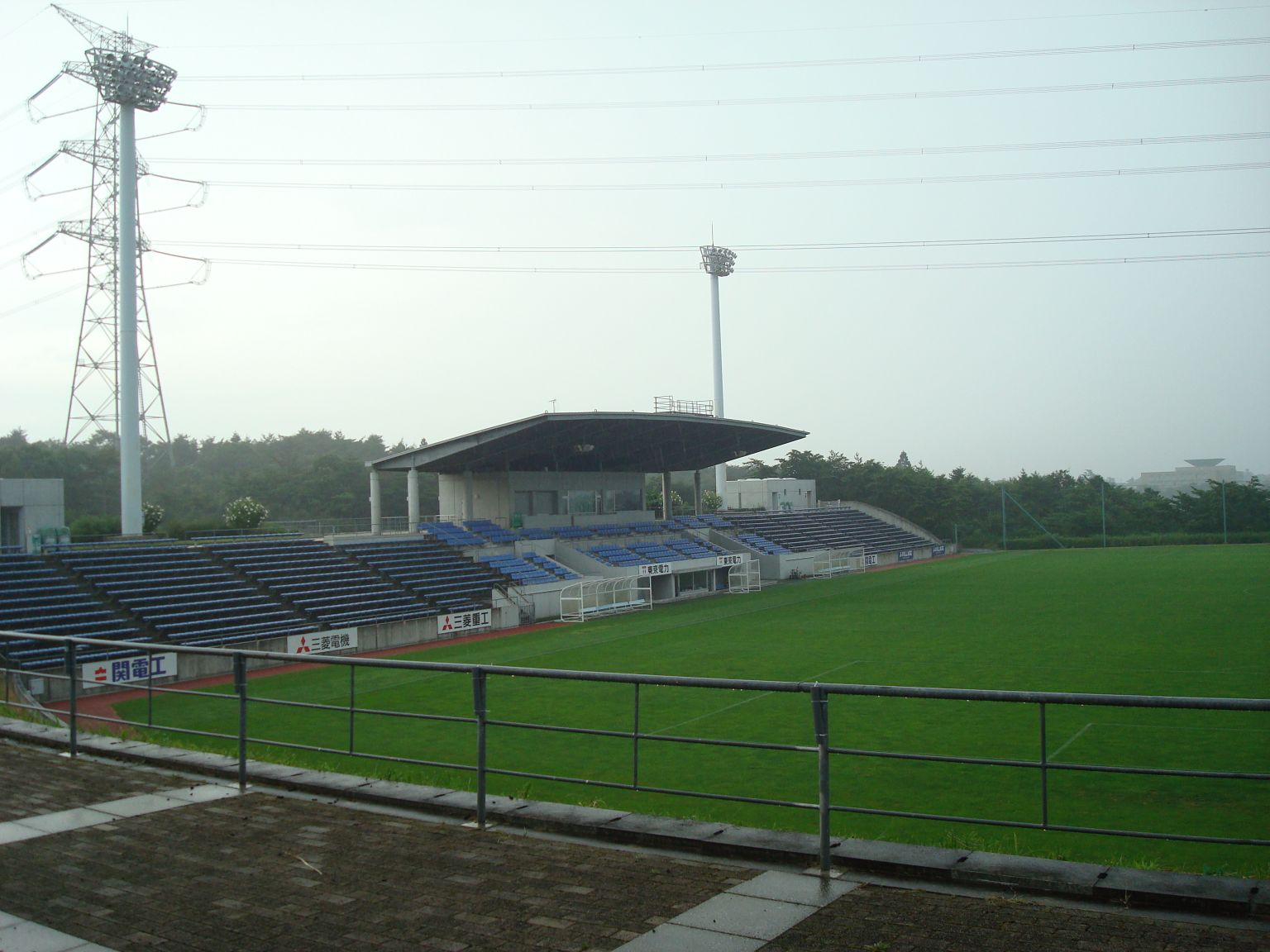
Stadion und Stromleitung zum Kraftwerk Hirono

J-Village (Eigenschreibweise: J-VILLAGE; Jヴィレッジ, J Virejji) ist ein 1997 eröffnetes Sport-, Ausbildungs- und Veranstaltungszentrum in den japanischen Orten Naraha und Hirono, Präfektur Fukushima. Es wurde hauptsächlich von dem Energieversorger Tepco (Tokyo Electric Power Company) finanziert und befindet sich unmittelbar neben dem vom Tōhoku-Erdbeben 2011 zerstörten Tepco-Öl- und Kohlekraftwerk Hirono (広野火力発電所, Hirono karyoku hatsudensho, engl. Hirono Thermal Power Station), 20 Kilometer südlich des havarierten Kernkraftwerks Fukushima Daiichi. 
J-Village ist mit einem Stadion und zwölf weiteren Fußballplätzen die größte Sportanlage Japans. Neben Fußball sind auch Einrichtungen für Rugby, Tennis, Basketball, Volleyball und Badminton vorhanden, ein beheiztes Schwimmbad sowie ein Kongresszentrum und ein Hotel mit 262 Betten.
Bis zur Nuklearkatastrophe von Fukushima diente J-Village unter anderem als Trainings- und Ausbildungszentrum der japanischen Fußballnationalmannschaft. Während der Fußball-Weltmeisterschaft 2002 wurde es von der argentinischen Fußballnationalmannschaft genutzt.

## Hauptquartier während der Nuklearkatastrophe
Während der Unfallserie im März 2011 richtete der Kraftwerksbetreiber Tepco in J-Village das Hauptquartier für die Krisenmanager und Wohnbereiche für anfangs 700 Mitarbeiter und Hilfskräfte im Kraftwerk ein. Die Schlafplätze der vielen Arbeiter wurden zunächst teils auf dem Boden in Fluren und Hallen untergebracht, und es mangelte an Duschen und Toiletten.
Am 2. April 2011 besuchte Japans Premierminister Naoto Kan kurz die Arbeiter in J-Village.
Im November 2011 wurde durch eine TV-Dokumentation erstmals der Öffentlichkeit Einblick in das Hauptquartier gewährt.